# Frédéric de Rabours
Frédéric Jules de Rabours auch Frédéric Jules De Rabours auch Frédéric Jules Derabours (* 15. Oktober 1879 in Genf; † 27. Juni 1929 ebenda) war ein Schweizer Jurist und Politiker (LPS).

## Leben

### Familie
Frédéric de Rabours war der Sohn des Börsenmaklers Jules de Rabours (* 1855) und dessen Ehefrau Pauline Caroline (* 1855), der Tochter von Frédéric Wilhelm Hantsch (* 1825).
Er blieb zeit seines Lebens unverheiratet.
Sein Leichnam wurde auf dem Friedhof von Chêne-Bougeries beigesetzt.

### Werdegang
Frédéric de Rabours immatrikulierte sich zu einem Studium der Rechtswissenschaften an der Universität Bern, das er an der Universität Genf fortsetzte.
Nachdem er das Studium als Lizenziat in Rechtswissenschaft beendet hatte, war er von 1901 bis zu seinem Tod als Rechtsanwalt tätig.
1904 war er einer der jüngsten Mitglieder der Genfer Anwaltskammer.
Er diente in der Schweizer Armee und war unter anderem 1902 auch als Verteidiger vor dem Militärgericht tätig, als dort Soldaten der Desertation angeklagt waren, die nicht zu ihrem Dienst einrücken wollten, weil sie befürchteten, gegen Streikende in Genf eingesetzt zu werden. 1915 erfolgte seine Beförderung zum Hauptmann.
Mitte der 1910er Jahre wurde er Mitarbeiter bei der Tageszeitung La Suisse.

### Politisches und gesellschaftliches Wirken
Der frankophil gesinnte Frédéric de Rabours wurde 1903 Mitglied der Demokratischen Partei des Kantons Genf, wie sich die Genfer Liberalkonservativen damals nannten, und 1908 Mitglied des Verfassungsrats der Landeskirche.
1909 vertrat er den Schweizerischen Automobilklub auf der interkantonalen Konferenz über den Automobilverkehr in Bern. Auf dem Schweizerischen Anwaltstag, der 1910 in Genf abgehalten wurde, sprach er sich gegen die Schweizer Frauenbewegung aus. Im selben Jahr sprach er sich auch gegen die Verhältniswahl zum Nationalrat aus.
Von 1913 bis 1929 war er Genfer Grossrat und vom 3. Dezember 1917 bis zu  6. Dezember 1925, vom 3. März 1928, als Nachfolger von Horace Micheli, bis zum 2. Dezember 1928 sowie, als Nachfolger des verstorbenen François-Jules Micheli (1876–1929) vom 4. Juni 1929 bis zu seinem Tod liberal-demokratischer Nationalrat. Nach seinem Tod folgte ihm Édouard-Charles Steinmetz (1865–1935) in den Nationalrat.
Er sprach sich 1913 gegen den Gotthardvertrag aus und nahm im selben Jahr als Delegierter am Kongress der Internationalen Vereinigung der Automobilfabrikanten in Genf teil. Er spielte 1916 als Parlamentarier eine besondere Rolle in der sogenannten Obersten-Affäre; so gab er im Januar 1916 eine Interpellation im Grossen Rat ab, in der er einige Fragen zu verschiedenen Sachverhalten stellte; später mobilisierte er, gemeinsam mit Marcel Guinand, einige welsche Kantonsregierungen, die vom Bundesrat Sanktionen gegen die Obristen verlangten. In seinem Zeitungsartikel Silence et pleins pouvoirs stellte er 1916 die Forderung nach der Veröffentlichung eines Weissbuchs.
Er setzte sich für die Aufhebung des Vollmachtenregimes und, gemeinsam mit Charles Naine und Otto de Dardel (1864–1927), gegen die Dankesbezeigung ein, die man General Ulrich Wille für seine Dienste erweisen wollte; bei der entsprechenden Abstimmung unterlag er mit seinem Antrag.
1916 übergab er wegen der Geschäftstätigkeit des Kriegskommissärs Oberst Adolf Obrecht (1866–1925) einige Dokumente an den Bundespräsidenten Camille Decoppet und verlangte weitere Untersuchungen.
Während des Ersten Weltkriegs hielt er am 19. Juni 1917 auf einer Protestversammlung gegen den Fall Arthur Hoffmann eine Rede, in der er darauf hinwies, dass sich in verschiedenen Genfer Hotels deutsche Spione aufhalten würden; namentlich benannte er einen Baron im Hotel Beau Rivage. Dies führte dazu, dass nach der Versammlung ungefähr 5000 Personen erst zum Hotel Beau Rivage und von da aus weiter zu den Konsulaten Deutschlands, Österreichs und des Osmanischen Reichs zogen. An der deutschen Botschaft wurde das Haus mit Steinen beworfen und das Wappen von der Wand gerissen; im Anschluss kam es zu mehreren Festnahmen. Für dieses Vorkommnis entschuldigte sich der Präsident des Genfer Staatsrats, John Rochaix, bei den Konsulaten.
Im Juni 1919 gründete er, gemeinsam mit William Martin und René Payot (1894–1970), Journalist beim Journal de Genève, ein Komitee, das sich mit dem Anschluss des Vorarlberg an die Schweiz beschäftigen sollte (siehe Volksabstimmung 1919 in Vorarlberg). Weitere Mitglieder des Komitees waren unter anderem Brenno Bertoni, Marc Peter, Henri Fazy, Georges de Montenach, Arthur Freymond, Gonzague de Reynold und Robert de Traz.
Er war 1919 Präsident der Kommission, die einen Freundschaftsvertrag zwischen der Schweiz und der Republik China entwarf; im selben Jahr setzte er sich auch für den Beitritt der Schweiz in den Völkerbund ein.
1919 reichte er eine Motion ein, in der er vorschlug eine Kommission für auswärtige Angelegenheiten einzusetzen (siehe Aussenpolitische Kommissionen der Eidgenössischen Räte).
Er bekämpfte 1922 die Lex Häberlin über die Unterdrückung öffentlichen Unruhen und war im Nationalrat der einzige Parlamentarier, der gegen das Bundesgesetz über den Automobil- und Fahrradverkehr stimmte, das dann in der Volksabstimmung am 15. Mai 1927 abgelehnt wurde.
1925 war er Präsident des Büros des Ehrenvorstands für die Internationale Radio-Ausstellung in Genf und 1927 wurde er als Präsident des Schweizerischen Komitees für den internationalen juristischen Kongress der drahtlosen Telegrafie zum Präsidenten des Kongresses gewählt. Frédéric de Rabours war Mitglied des internationalen Direktionskomitees für drahtlose Telegrafie und befasste sich mit Kommunikations- und Verkehrsproblemen sowie der Frage der Handelsfreiheit.
1928 wurde er politischer Leiter des Journal de Genève.
Er nahm 1928 als Mitglied der schweizerischen Delegation an der 25. Konferenz der interparlamentarischen Union im Deutschen Reichstag in Berlin teil.

## Mitgliedschaften
Frédéric de Rabours trat während des Studiums in die Studentenverbindung Zofingia ein.
Seit 1907 war er Mitglied des Automobil Club der Schweiz und wurde bereits nach kurzer Zeit in das Direktionskomitee aufgenommen und schloss unter anderem die Kollektivverträge mit den Kfz-Versicherungen ab.
Er gründete 1916 mit dem Ligue patriotiqtie romande einen Patriotischen romanischen Verband und war deren Präsident. Weitere Mitglieder waren unter anderem Otto de Dardel, Charles Gorgerat (1879–1950), Adolphe Gavillet (1857–1939), Sidney Schopfer (1862–1938) und Marcel Meyer de Stadelhofen Im Namen des Vereins forderte er kurz nach deren Gründung beim Bundesrat die Veröffentlichung eines Rotweissbuchs über die Verhandlungen der Schweiz mit den Regierungen fremder Mächte und die Bestrafung des Oberstdivisionärs Robert-Ferdinand Treytorrens de Loys, weil sich dieser regierungskritisch in einem Leserbrief geäussert hatte.
1919 war er, unter anderem mit Johannes Sigg, Mitbegründer der Genfer Meeranschluss-Gesellschaft De Suisse à la mer, deren Vizepräsident er war. Ziel des Vereins war die Förderung, der Schweiz durch schiffbare Flüsse, Kanäle und Eisenbahnlinien Transport- und Handelserleichterungen sowohl zum Mittelmeer als auch zum Atlantik, zum Ärmelkanal, zur Nordsee und zur Adria zu verschaffen.

## Schriften (Auswahl)
- Silence et pleins pouvoirs. In: FAN - L'express vom 23. August 1916. S. 3 (Digitalisat).
- L'actualité - La rééducation civique. In: La tribune de Genève vom 4. April 1917. S. 5 (Digitalisat).
- L'actualité - L'arbitraire. In: La tribune de Genève vom 22. April 1917. S. 5 (Digitalisat).
- L'actualité - En marge de la loi. In: La tribune de Genève vom 1. Juni 1917. S. 5 (Digitalisat).
- L'actualité - Défendons-nous. In: La tribune de Genève vom 9. November 1917. S. 3 (Digitalisat).
- L'actualité -  Le dictateur. In: La tribune de Genève vom 2. März 1918. S. 5 (Digitalisat).
- L'actualité -  Les retraites nécessaires. In: La tribune de Genève vom 16. Oktober 1918. S. 3 (Digitalisat).
- L'actualité -  Lui! In: La tribune de Genève vom 29. Oktober 1918. S. 3 (Digitalisat).